# Graslei
Graslei (nizozemska izgovarjava [ɣrɑsɛɛɛ]) je pristanišče v zgodovinskem središču mesta Gent v Belgiji na desnem bregu reke Leie. Pomol nasproti se imenuje Korenlei. Oba sta bila del srednjeveškega pristanišča in sta zdaj kulturna in turistična točka mesta z mnogimi kavarnami.  S svojo edinstveno vrsto zgodovinskih stavb je to zaščitena mestna krajina. 

## Zgodovina
Kraj vzdolž reke Leie, blizu izliva Šelde, je eno najstarejših predelov Genta, ki sega v 5. stoletje, ko je bil Gent središče trgovanja s pšenico v grofiji Flandriji. Večina sedanjih hiš je srednjeveška, čeprav so bile veličastne fasade močno spremenjene v 18. in 19. stoletju, obnovljene v pričakovanju svetovne razstave, ki jo je Gent gostil leta 1913.

## Izjemne stavbe
- št. 6: Hiša belega leva (Middelhuus ali De Witte Leeuw)
- št. 7: Hiša Maagdeken
- št. 8: Hiša ceha zidarjev, rekonstrukcija leta 1912 po načrtu izvirnika. Ta izvirna cehovska hiša je na ulici Catalunya. Izvirna hiša na Graslei, imenovana Angel, je še vedno vidna v polzemeljski kleti [3]
- št. 9: Prva hiša za merjenje žita (Korenmetershuis) iz leta 1435 (flamska renesansa)
- št. 10: Hiša ceha čolnarjev (Korenstapelhuis), izvirnik iz leta 1200 in najstarejša hiša s stopničastim zatrepom na svetu
- št. 11: Carina (Tolhuisje) iz leta 1682 (flamska renesansa)
- št. 12: Druga hiša za merjenje žita iz leta 1698 (baročna)
- št. 14: Hiša ceha ladjarjev iz leta 1531 (gotska)
- št. 16: Stara pošta, zgrajena med letoma 1898 in 1909